# Pfeifer Ferdinánd Ifjusági Könyvtára
A Pfeifer Ferdinánd Ifjusági Könyvtára 19. századi magyar nyelvű ifjúsági szépirodalmi könyvsorozat. Az egyes köteteket négy-négy kép illusztrálta, a kiadványok ára 50 krajcár volt. A sorozat Pfeifer Ferdinánd kiadásában jelent meg Budapesten 1875 és 1877 között.

## Kötetei
- 1. Hoffmann Ferencz. A főnyeremény. Elbeszélés. Ford. Málvai László. (126 l.) 1875.
- 2. Hoffmann Ferencz. A két fivér. Elbeszélés. Ford.  Nyirák Lajos. (75 l.) 1875.
- 3. Hoffmann Ferencz. Egy szegény bünös. Elbeszélés ifju barátim számára. Ford. N. N. (76 l.) 1875.
- 4. Hoffmann Ferencz. Életharczok. Elbeszélés ifju barátim számára. Ford. N. N. (123 l.) 1875.
- 5. Höcker Oszkár(wd). És ne vigy minket a kisértetbe. Beszély. (102 l.) 1875.
- 6. Hoffmann Ferencz. Pásztor és bujdosó. Ford. Nyirák Lajos. (66 l.) 1875.
- 7. Höcker Oszkár. Adjatok hálát Istennek. Elbeszélés. Ford. Nyirák Lajos. (65 l.) 1875.
- 8. Hoffmann Ferencz. A jó tanács megtermi a maga gyümölcsét. Németből. (99 l.) 1875.
- 9. Hoffmann Ferencz. Jó barátok. Elbeszélés. Ford. Málvai L. (79 l.) 1875.
- 10. Hoffmann Ferencz. Aggodalmas napok. Elbeszélés ifju barátaim számára. Ford. N. N. (80 l.) 1875.
- 11. Hoffmann Ferencz. A mit teszesz, azt magadnak teszed. Elbeszélés. Ford. Málvai Lajos. (138 l.) 1875.
- 12. Hoffmann Ferencz. Borura derü. Elbeszélés. Ford. Málvai L. (121 l.) 1875.
- 13. Hoffmann Ferencz. Nem mindig. Elbeszélés. Ford. Málvai L. (74 l.) 1875.
- 14. Hoffmann Ferencz. A jó fiu. Elbeszélés. Ford. Málvai L. (116 l.) 1875.
- 15. Hoffmann Ferencz. Az isten mindent jóra fordit. Elbeszélés. Ford. Málvai L. (129 l.) 1875.
- 16. Höcker Oszkár. A szegény segédtanitó. Beszély. Az ifjuság számára. Németből. (115 l.) 1875.
- 17. Hoffmann Ferencz. Nincs menekülés. Beszély. Ifju barátaim számára. Németből. (81 l.) 1875.
- 18. Hoffmann Ferencz. A föld alatt. Németből. (92 l.) 1876.
- 19. Hoffmann Ferencz. Ki hogy viseli magát ugy veszi hasznát. (148 l.) 1876.
- 20. Hoffmann Ferencz. Szívtelenség és jószivüség. (152 l.) 1876.
- 21. Höcker Oszkár. Saját erejéből. Beszély. Németből. (99 l.) 1876.
- 22. Hoffmann Ferencz. Elsárgult levelekből. Elbeszélés. Ford. Nyirák L. (69 l.) 1876.
- 23. Hoffmann Ferencz. Legjobb az egyenes ut. Elbeszélés. Ford. Nyirák L. (118 l.) 1876.
- 24. Hoffmann Ferencz. Makacsság és erős akarat. Elbeszélés. Ford. Nyirák L. (81 l.) 1876.
- 25. Hoffmann Ferencz. Örtüz mellett. Beszély ifju barátaim számára. (92 l.) 1876.
- 26. Höcker Oszkár. Testvéredet ne gyülöld. Elbeszélés. Ford. Nyirák L. (84 l.) 1876.
- 27. Hoffmann Ferencz. A felhők fölötti. Elbeszélés az ifjuság számára. Ford. Szikrai F. (100 l.) 1876.
- 28. Remellay Gusztáv. Józsa a kis jancsár. Történeti elbeszélés mindkét nembeli ifjuság számára. (157 l.) 1875.
- 29. Hoffmann Ferencz. A szokás természetté válik. Beszély ifju barátaim számára. (104 l.) 1877.
- 30. Höcker Oszkár. A hű barát erős támasz. Beszély az ifjuság számára. Németből. (88 l.) 1876.
- 31. Hoffmann Ferencz. A nemes és a jó pór. Beszély ifju barátaim számára. (87 l.) 1877.
- 32. Hoffmann Ferencz. Isten segélyével minden sikerül. Beszély ifju barátaim számára. (95 l.) 1877.